# Гибридная графика AMD
AMD Hybrid Graphics technology — технология работы дискретных и интегрированных в чипсетах для материнских плат компьютеров графических контроллеров компании AMD в целях экономии энергопотребления, ранее применявшаяся только в отдельных чипсетах серий AMD 700 и AMD 800. Технология гибридной графики ATI была анонсирована 23 января 2008 года с видеокартами серий Radeon HD 2400 и Radeon HD 3400, поддерживающих гибридную графику. Изначально ATI анонсировалась как компонент, который будет поддерживаться только в Windows Vista, но в августе 2008 года AMD включила поддержку этой технологии в драйвера для Windows XP. Архитектура запатентована ATI Technologies. Предыдущее поколение гибридного Crossfire сочеталось с 890GX или 880G (с Radeon HD4290 и HD 4250 соответственно) материнскими платами серии чипсетов AMD 800 с видеокартой HD 5450, 5550, 5570 или 5670 Radeon от серии Radeon HD 5000. Более новая информация предполагает, что AMD APU серии A6 и A8 могут использоваться в гибридном Crossfire (впоследствии называемом «Dual Graphics») с видеокартами HD 6570 и HD 6670. Двухъядерные процессоры второго поколения Trinity серии A, такие как A8-5500 и A10-5700, с графическими процессорами серии HD 75/76 и основанные на Socket FM2, ожидаются в июне 2012 года.

## Технологии

### Гибридный CrossFire / Гибридный CrossFireX / Dual Graphics
Hybrid CrossFireX — технология, позволяющая процессору IGP или встроенному графическому процессору, а также дискретному графическому процессору или модулю обработки графики создавать настройку CrossFire для повышения возможностей системы для рендеринга 3D-сцен, тогда как технология Hybrid CrossFire X присутствует на 790GX и 890G, с двумя физическими разъемами PCI-E x16 с пропускной способностью x8, могут образовывать гибридную настройку CrossFire X с двумя видеокартами и IGP, улучшая возможности 3D-рендеринга.
Первоначальные результаты работы в сочетании с видеокартой Radeon HD 2400 приводят к увеличению производительности на 50 % по сравнению с автономной производительностью Radeon HD 2400, также будут доступны ноутбуки. Три режима работы были замечены следующим образом:
| Режим | Встроенный IGP | Дискретная видеокарта (ы) PCI-E (включая модули (модули) AXIOM / MXM) |
| --- | -------------- | --------------------------------------------------------------------- |
| Только встроенный IGP | Нет            | Да                                                                    |
| Дискретный режим | Да             | Нет                                                                   |
| Гибридный режим | Нет            | Нет                                                                   |
| Заметки: Hybrid CrossFire X ранее был доступен только на чипсетах 790GX , 780G , 760G , 785G и 880G и 890GX , но теперь серии AMD Fusion AP6 серии A6 и A8 могут использоваться в конфигурациях «Dual Graphic» с HD 6570 и HD 6670 видео карты. |                |                                                                       |

Одна из примечательных проблем заключается в том, что если IGP работает в паре с видеокартой DirectX 10.1, вся гибридная настройка CrossFire будет поддерживать только DirectX 10.0, а UVD в IGP будет отключен. Однако новый чипсет 785G решил эту проблему и поддерживает DirectX 10.1.
С 2012 года кажется, что этот «гибридный CrossFireX» называется «Dual Graphics». AMD утверждает, что для APU A8-3850 в паре с видеокартой HD 6670 двойная графика более чем удваивает производительность (эталон увеличился на 123 %) по сравнению с APU в одиночку. Но производительность автономной видеокарты HD 6670, по-видимому, не указывается и не сравнивается. Тем не менее, японский компьютерный журнал ASCII опубликовал диаграммы, показывающие значительные улучшения для комбинации A8-3850 с HD 6450, HD 6570 и HD 6670, как и аппаратное обеспечение Tom’s Hardware and Hardware Canucks.

### SurroundView
Технология SurroundView — это технология с несколькими дисплеями, доступная на чипсете ATI RS480. Эта технология поддерживает подключение нескольких мониторов. Не более четырёх мониторов с дискретной графической картой можно подключать к поддерживаемым портам вывода видео (один через LVDS , который является либо портом HDMI или DVI-D, и одним портом D-Sub), в режиме «расширенный рабочий стол» или «дублированный режим», для лучшего использования настольных систем и обеспечения большей гибкости. Интегрированный графический процессор и дискретный графический процессор работают параллельно с несколькими дисплеями. Поэтому он отличается от Hybrid CrossFireX.
Более новые продукты имеют AMD Eyefinity .

### PowerXpress
PowerXpress — это технология, разработанная компанией AMD для управления энергопотреблением в графических системах на базе гибридных процессоров. Доступна на основных мобильных IGP чипсетов (AMD M780G и M690). Технология PowerXpress позволяет динамически переключаться между встроенным и дискретным графическими процессорами, обеспечивая оптимальную производительность при минимальном энергопотреблении. Процесс не требует перезагрузки системы, как в прошлом, так и некоторых современных реализаций ноутбуков.
Текущая поддержка Linux этой функции может быть полной с Catalyst 11.4 (драйвер fglrx 8.840 или новее) в соответствии с статьей Phoronix. В настоящее время X.org не поддерживает горячее включение плавных графических карт без перезапуска X-сервера.
| Режим                  | Подключен к сети переменного тока? | Встроенный IGP | дискретный модуль (модули) GPU AXIOM / MXM | По умолчанию PowerPlay настройки мощности |
| ---------------------- | ---------------------------------- | -------------- | ------------------------------------------ | ----------------------------------------- |
| Режим переменного тока | Да                                 | Да             | Нет                                        | Максимальная производительность           |
| Режим постоянного тока | Нет                                | Нет            | Да                                         | Максимальное время автономной работы      |

Внутреннее название технологии AMD — PowerXpress.
- PowerXpress v1 — v3.0, были заклеймены под тем же названием, «PowerXpress».
- PowerXpress v4.0, внешнее имя переименовывается как «Динамическая переключаемая графика» (DSG).
- PowerXpress v5.0 — настоящее, DSG переименовывается как «Enduro».